# Raveniola hebeinica
Espèce
Raveniola hebeinica est une espèce d'araignées mygalomorphes de la famille des Nemesiidae.

## Distribution
Cette espèce est endémique de Chine. Elle se rencontre au Hebei et à Pékin.

## Description
Le mâle holotype mesure 16,44 mm et la femelle paratype 16,06 mm.

## Étymologie
Son nom d'espèce lui a été donné en référence au lieu de sa découverte, le Hebei.

## Publication originale
- Zhu, Zhang & Zhang, 1999 : A new mygalomorph spider (Nemesiidae: Raveniola) from China. Journal of Hubei University, vol. 19, p. 366-368.